# Valérie Bemeriki
Valérie Bemeriki est une chroniqueuse de la radio rwandaise Radio télévision libre des Mille Collines (RTLM) née en 1955 à Rutshuru dans la République démocratique du Congo. Elle joue un rôle significatif dans la promotion du génocide des Tutsis au Rwanda.

## Biographie

### Enfance, éducation, débuts
Bien que née à Rutshuru, en République démocratique du Congo (alors Congo belge), la ville natale de Valérie Bemeriki est Giciye, dans la province de Gisenyi au Rwanda. 

### Carrière
Avant de travailler à la RTLM, Valérie Bemeriki officie pour le parti au pouvoir, le MRND, en tant que propagandiste, et écrit également pour la publication des Interahamwe.
Étant l'une des principales animatrices de la RTLM,, Valérie Bemeriki, cite fréquemment les noms et adresses de prétendus « complices du FPR », incitant à la violence ciblée et souvent au meurtre des individus nommés par des groupes, tels que les milices Impuzamugambi et Interahamwe. Le style de présentation de Valérie Bemeriki est représentatif de la rhétorique haineuse de la RTLM, avec un ton familier, humoristique voire ironique. Le 8 avril 1994, deux jours après l'assassinat du président rwandais Juvénal Habyarimana, Valérie Bemeriki note ironiquement que les membres de l'opposition du gouvernement précédent « sont introuvables » , alors que plusieurs autres, comme la Première ministre Agathe Uwilingiyimana, avaient déjà été assassinés. Basé sur une rencontre dans les locaux de la RTLM, notamment lors d'une interview de Roméo Dallaire, Commandant de la MINUAR, Valérie Bemeriki est qualifiée par celui-ci de « très agressive ». Le 28 juin 1994, plus d'un mois après l'entretien, Valérie Bemeriki clame à l'antenne que « Dallaire est la base de cette guerre ».
Après Kantano Habimana, Valérie Bemeriki est l'animatrice ayant le temps d'antenne le plus important (environ 17 % de toutes les émissions de la RTLM).

### Condamnation
Après le génocide, elle est jugée comme étant l'une des 2 133 « planificateurs, organisateurs, instigateurs, superviseurs et dirigeants », conformément à la loi sur le génocide de la République du Rwanda (1996).
Valérie Bemeriki fuit Kigali pour son Zaïre natal en juillet 1994 et est arrêtée à Minova, près de Bukavu, dans la République démocratique du Congo, le 13 juin 1999 par l'armée rwandaise,. Elle est reconnue coupable et accusée de planification, de génocide, d'incitation à la violence et de complicité dans plusieurs meurtres et condamnée à la réclusion à perpétuité par un tribunal Gacaca en 2009,.
Condamnée à perpétuité au Rwanda, elle devient, selon André Guichaoua, spécialiste de la région des Grands Lacs africains, le témoin obligé des autorités rwandaises dans de nombreuses procédures, ceci en dépit du rejet de l’intégralité de son témoignage, qualifié de « déplorable » par les juges du Tribunal pénal international pour le Rwanda (TPIR) dans le procès des médias.